# 伦贝子府

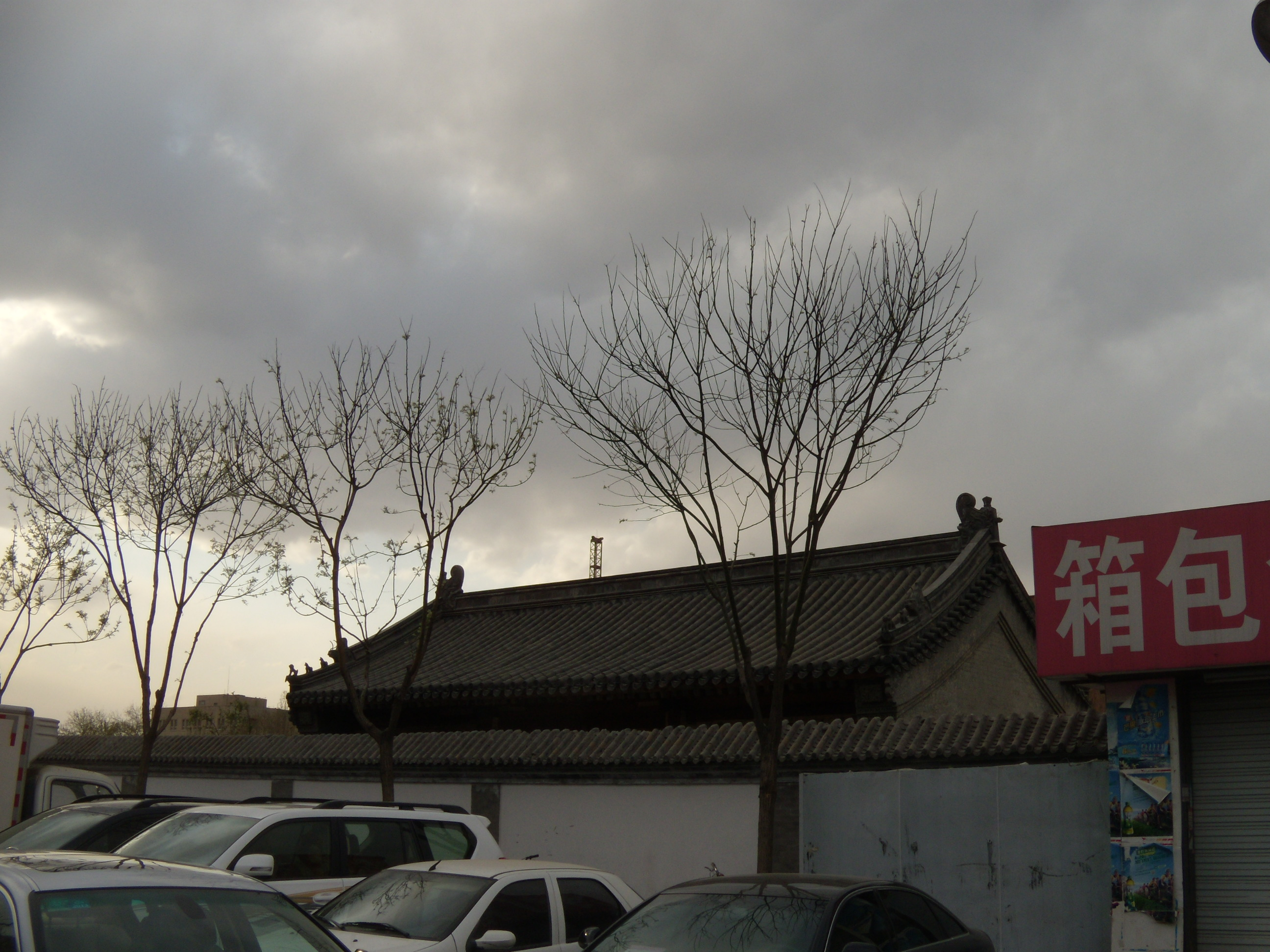
2013年，位于大甜水井胡同北侧的复建的伦贝子府大门

伦贝子府位于中国北京市东城区大甜水井胡同19号、21号，是溥伦、溥侗兄弟的住宅。现已无存。

## 简介
伦贝子府位于大甜水井胡同中段北侧的19号、21号，两者原为一体。这座宅院是溥伦、溥侗的父亲载治留下的，溥伦袭贝子爵，故该宅被称为“伦贝子府”。该府东、西两路四进院落，设有府门三间。
载治生有五子，只有四子溥伦、五子溥侗长大成人。中华民国时期，溥伦、溥侗兄弟析产，该宅院的前半部分分在溥侗名下，其余部分归溥伦所有；海淀的两处园林，一处是“集贤院”，乃宣统年间清廷赐给溥伦的私产，归溥伦所有；一处为“治贝子花园”，是载治的遗产，归溥侗所有。据说，两兄弟分家之后，溥伦便在该府的分界处砌了一堵墙，与弟弟溥侗拥有的部分隔开。有朋友来访时，不明白为何要砌墙。溥侗便笑称：“您看，我们老兄把我‘赶门在外’ 了。”（“赶门在外”为京剧《天雷报》里的台词）。分家后不久，溥伦因无力偿债，其房产被法院查封，而溥侗名下的房产则未受波及。溥侗说：“幸亏老兄把我‘赶门在外’，墙这边还是我的，没有封。”但不久，溥侗便将房子卖掉；后来又将海淀的“治贝子花园”也卖掉。
2007年前后，伦贝子府（包括19号、21号）被全部拆除。其中，19号为普通四合院，21号为登记在册文物。伦贝子府的拆除，成为北京市破坏文物建筑的又一例子。伦贝子府的拆除也标志着王府井大街上原有的王公府第已被全部毁灭。2011年8月12日，伦贝子府原址所在土地作为王府井国际品牌中心项目进行了招标，王府井发展有限公司中标。与伦贝子府被拆除的同时，大甜水井胡同以北的全部建筑均遭拆除，作为王府井国际品牌中心项目用地。大甜水井胡同已大大拓宽，成为交通干道。
2011年前后，早已被全部拆毁的王府井大街上最后一个王公府第“伦贝子府”，被以“易地复建”的名义在玉河边重新建起，变为玉河边的高档会所。另外，在大甜水井胡同北侧，复建了伦贝子府的大门。

## 莫理循故居

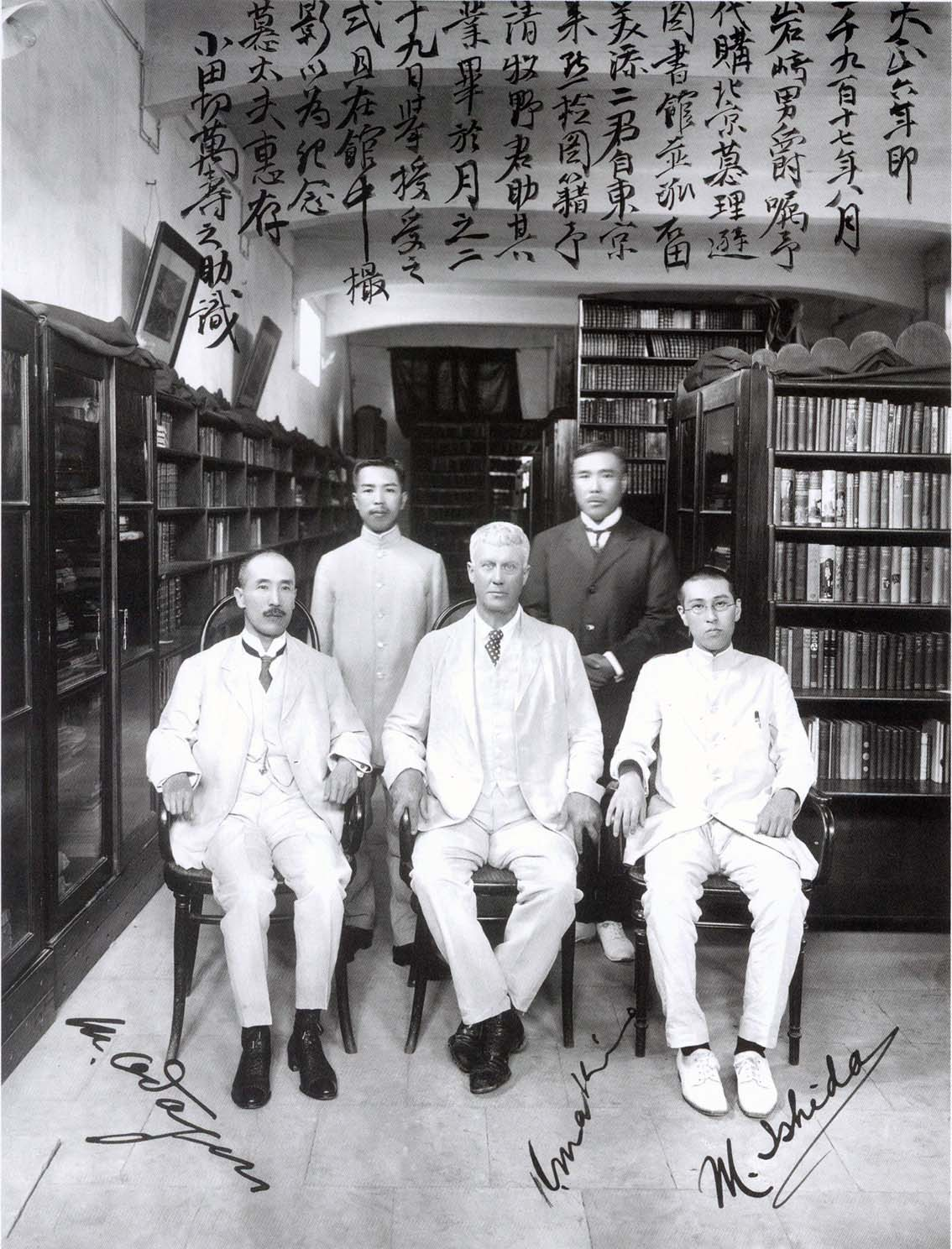
莫理循图书馆的交接，中坐者为莫理循。题字为“大正六年即一千九百十七年八月，岩崎男爵嘱予代购北京慕理逊图书馆，并派石田、美添二君自东京来，点检图籍。予请牧野君助其业，毕于月之二十九日，举授受之式，且在馆中摄影以为纪念。慕太夫惠存。小田切万寿之助识。”

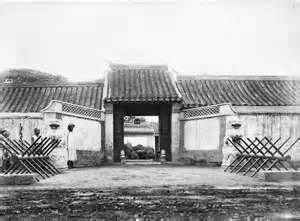
北京王府井莫理循家大门。坐西朝东面向今王府井大街

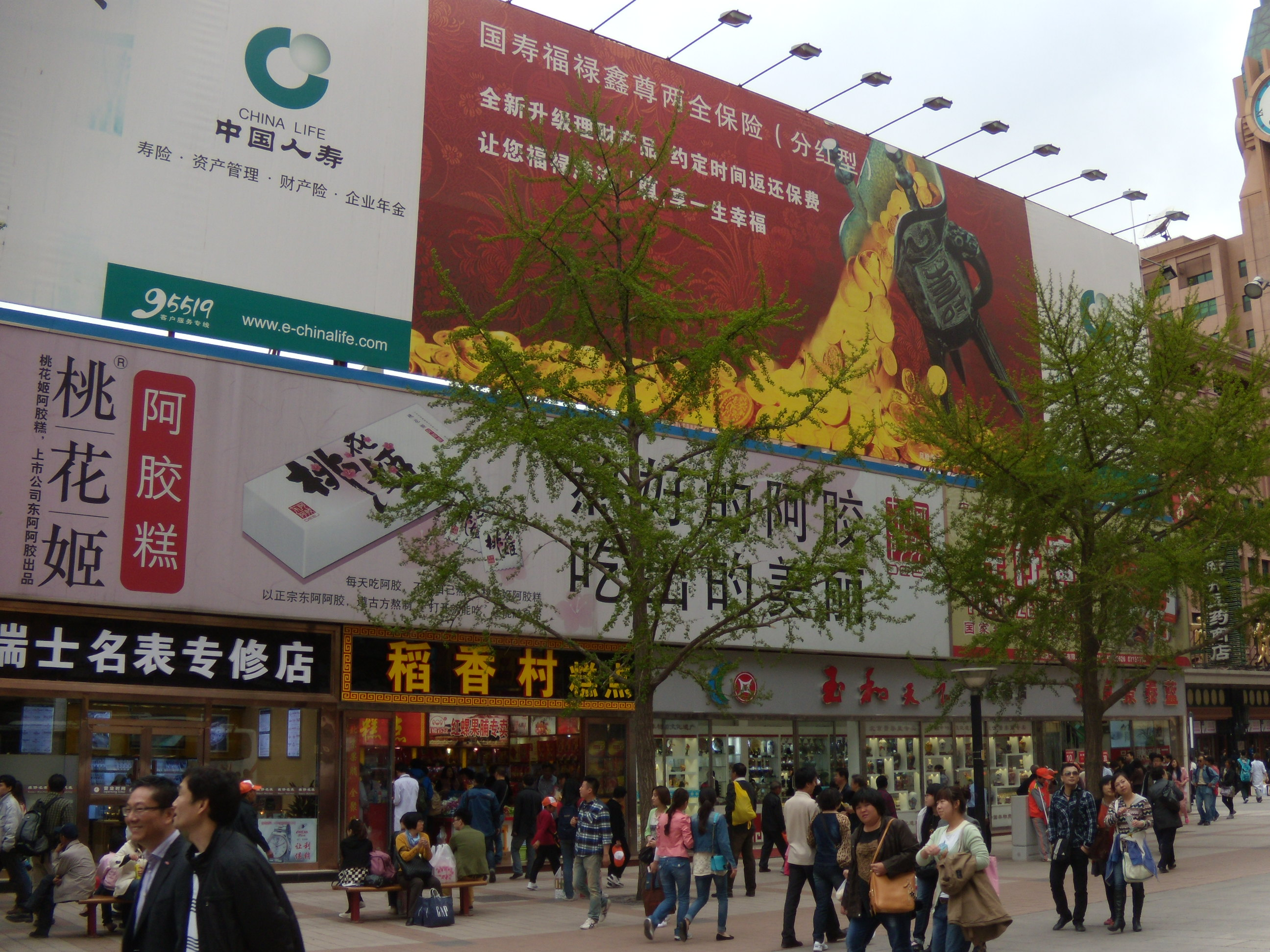
2013年王府井大街西侧的莫理循家大门原址附近。图中的一排临时房屋位于正在兴建中的王府井国际品牌中心工地东侧

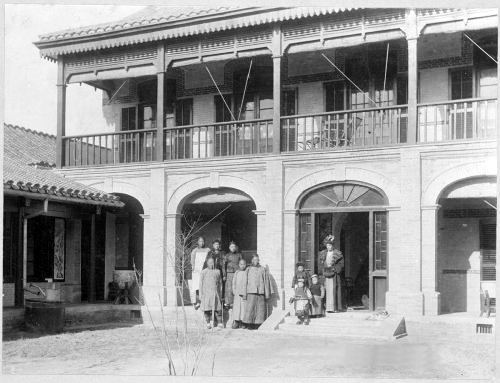
莫理循的仆人与来访的女士在北京的莫理循家改建成西洋建筑的西厢房前合影

光绪二十八年（1902年），莫理循购买了位于王府井大街的伦贝子府的临街房作为住宅，其位置大约在今北京市百货大楼南部，大甜水井胡同以北，王府井大街以西处，面临王府井大街。门牌号是王府井大街100号（今王府井大街271号）。莫公馆是20世纪初王府井大街上的一道风景。1915年12月20日，袁世凯还将王府井大街命名为“Morrison Street”（莫里逊大街）。1912年，莫理循与珍妮·罗宾结婚，随后五年连生三个儿子。1920年，莫理循病逝，珍妮出售了此处房产，三年后逝世。孩子们赴英国定居。
莫理循迁至此处定居后，专门辟出房间作为图书馆，并增设防火设备。“莫理循图书馆”设在南厢房内，平面呈长方形，长100英尺，宽60英尺。书架以硬木制成，自地面直到屋顶。屋子中间有雕花中式长条桌，上铺白色檯布，供读者阅读时用。自1897年至1917年，莫理循收集了有关亚洲特别是中国的西文书籍、小册子达到2.4万册，其中小册子7000多册；另外还有地图、图版1000多份。1912年，莫理循有了出售该图书馆的想法，价格定为4万英镑。莫理循提出：“如果中国人购买，我将把我在北京的不动产即建有防火设备的图书馆送给政府。”但图书馆并未如其所愿留在中国。1917年，日本人岩崎久弥购买了“莫理循图书馆”。该图书馆的藏书最终成为东洋文库的一部分。
莫理循于1902年购买此房之后，将其改建为有五个院落的住宅，共有房屋三十余间，其中有两个主要院落：
- 前院：为起居之所。内有北房三间，东、西两侧各带耳房一间。还有东、西厢房各两间。房屋均是带前廊的起脊瓦房，室内铺有木地板。
- 后院：为休闲之所。内有南房六间，用隔扇隔为两个大厅，厅内铺有花砖。北房便是“莫理循图书馆”。庭院内有假山及游廊。

莫理循住宅的主楼与王府井大街呈直角，大门开在侧面，主楼以南为大庭院，两侧有很长的厢房。东厢房的后墙外为院墙，院墙外便是王府井大街。东厢房分为南、北两段，中间是朝向王府井大街的大门，大门外是八字影壁，两侧各有一尊石狮子。
1917年，莫理循回澳大利亚，乃将此宅出售。后来，此宅成为商业用房，曾先后为“承华园饭馆”、“北京市钟表眼镜公司瑞士表专修店”，原貌不复存在。1998年，亨得利钟表店与瑞士名表中心联合成立“北京市亨得利钟表总店”，此处成为总店下属的主要门店。2000年代，此处原址上的建筑被拆除，成为王府井国际品牌中心项目用地。

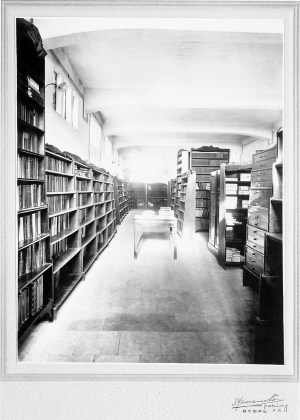
莫理循图书馆内景
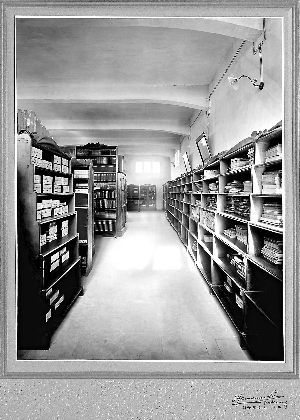
莫理循图书馆内景